# Drepanojana citheronia
Drepanojana citheronia är en fjärilsart som beskrevs av Felix Bryk 1944. Drepanojana citheronia ingår i släktet Drepanojana och familjen Eupterotidae. Inga underarter finns listade i Catalogue of Life.